# Bibracte
Bibracte bylo opevněné galské oppidum. Vznik oppida je datován na konec 3. století př. n. l. Jeho plocha činila 200 ha. V průběhu 1. století př. n. l. bylo hlavním sídlem kmene Aeduů.
Oppidum se nacházelo na vrcholu výšiny Mont Beauvray, na hranicích dnešních francouzských departementů Nièvre a Saône-et-Loire, třicet kilometrů západně od města Autun. V současné době se zde nachází archeologické muzeum. V průběhu archeologických prací bylo objeveno opevnění, jehož délka dosahuje 5,5 kilometru. Nejstarší objevené artefakty dokládají přítomnost obyvatel na tomto oppidu již v mladší době kamenné.
Podle popisu Julia Caesara v Zápiscích o válce galské se v roce 58 př. n. l., asi 25 kilometrů jižně od oppida utkal s galskými kmeny v bitvě u Bibracte. Šest římských legií složených především z auxilianů zde porazilo 90000 válečníků kmene Helvéců, Bójů a dalších galských kmenů. Záminkou k bitvě bylo 300000 migrujících Helvéců, kteří ustupovali z Germánie do Galie před tlakem germánských kmenů vedených Ariovistem. Odhady Julia Caesara jsou pravděpodobně nadhodnoceny. O šest roků později, v roce 52 př. n. l., byl v Bibracte jmenován velitelem koalice galských kmenů Vercingetorix. Krátce na to se galská koalice utkala s Caesarovými vojsky v bitvě o Alesii, kde byl Vercingetorix zajat a Galové poraženi. Galie se následně stala římskou provincií. Během několika následujících desetiletí bylo Bibracte postupně opuštěno a obyvatelé se začali usazovat v nově založeném městě Augustodunum.